# Torque (informatique)
Pour les articles homonymes, voir Torque.
Torque (pour Terascale Open-source Resource and QUEue Manager) est un gestionnaire de ressources distribuées permettant de gérer des traitements par lots (batch jobs) et des nœuds de calcul distribué.